# Уильямс, Пэт
Патри́ша Ли «Пэт» Уи́льямс (англ. Patricia Lee «Pat» Williams; 1932, Такома, Вашингтон, США — 21 сентября 1955, Лас-Вегас, Невада, США) — американская актриса и танцовщица.

## Биография
Патриша Ли Уильямс родилась в 1932 году в Такоме (штат Вашингтон, США).
Пэт окончила Академию Аквинского в Такоме и после начала выступать в ночных клубах и играть в театрах Нью-Йорка.
В 1949 году Пэт подписала 7-летний контракт с кинокомпанией «MGM». Уильямс сыграла в 8-ми фильмах на протяжении 1950—1952 годов.
Начиная с 1952 года Пэт работала танцовщицей в «Sands Hotel», что в Лас-Вегасе.
Покончила жизнь самоубийством путём передозировки лекарственных средств 21 сентября 1955 года в возрасте 24 лет.

## Фильмография
| Год  |   | Русское название                  | Оригинальное название        | Роль                     |
| ---- | - | --------------------------------- | ---------------------------- | ------------------------ |
| 1950 | ф | Три маленьких мира                | Three Little Words           | помощница мага           |
| 1950 | ф | Госпожа О'Мэлли и Господин Мэлоун | Mrs. O'Malley and Mr. Malone | фотомодель/девушка-пират |
| 1950 | ф | Часы птички                       | Watch the Birdie             | медсестра                |
| 1951 | ф | Основания для брака               | Grounds for Marriage         | офис-менеджер            |
| 1951 | ф | Королевская свадьбы               | Royal Wedding                | Барбара                  |
| 1952 | ф | Сапоги Мэлоуна                    | Boots Malone                 | портниха                 |
| 1952 | ф | Скандальный лист                  | Scandal Sheet                | телефонный оператор      |
| 1952 | ф | Болтать                           | Sound Off                    | Вонни Вандервир          |